# Gestekelde nachtwolfspin
De gestekelde nachtwolfspin (Trochosa spinipalpis) is een spinnensoort in de taxonomische indeling van de wolfspinnen (Lycosidae).
Het dier behoort tot het geslacht Trochosa. De wetenschappelijke naam van de soort werd voor het eerst geldig gepubliceerd in 1895 door Frederick Octavius Pickard-Cambridge.